# Arquebisbat de Dakar
L'arquebisbat de Dakar (francès: Archidiocèse de Dakar; llatí: Archidioecesis Dakarensis) és una seu metropolitana de l'Església Catòlica al Senegal. El 2013 tenia 455.000 batejats sobre 3.677.000 habitants. Actualment està regida per l'arquebisbe Benjamin Ndiaye.

## Territori
L'arxidiòcesi comprèn tota la regió de Dakar, el departament de M'bour a la regió de Thiès i el departament de Fatick a la regió homònima, al Senegal, sobre una superfície de 4.803 km².
La seu arxiepiscopal és la ciutat de Dakar, on es troba la catedral de Nostra Senyora de les Victòries. El territori està dividit en 46 parròquies. A més, a Poponguine es troba la basílica menor de Nostra Senyora de l'Alliberament

### Diòcesis sufragànies
- Diòcesi de Kaolack
- Diòcesi de Kolda
- Diòcesi de Saint-Louis du Sénégal
- Diòcesi de Tambacounda
- Diòcesi de Thiès
- Diòcesi Ziguinchor

## Història
La prefectura apostòlica de les Dues Guinees i Senegàmbia (anomenada també prefectura apostòlica de Guinea Superior i Inferior i de Sierra Leone) va ser creada el 22 de gener de 1842, separant-se de la diòcesi de Funchal a Portugal. Va ser erigida en vicariat apostòlic el 1846.
El 6 de febrer de 1863 va dividir-se, donant lloc al vicariat apostòlic de les Dues Guinees i al vicariat apostòlic de Senegàmbia.
El 18 d'octubre de 1897 el vicariat senegambià cedí part del seu territori per permetre l'erecció de la prefectura apostòlica de la Guinea francesa (avui arquebisbat de Conakry). El 1931 es creà la missió sui juris de Gàmbia. El 27 de gener de 1936 assumí el nom de vicariat apostòlic de Dakar per efecte de la butlla Non semel Apostolica del Papa Pius XI.
El 25 d'abril de 1939 cedí una nova porció de territori per tal que s'erigís la prefectura apostòlica de Zinguinchor (avui diòcesi).
El 14 de setembre de 1955 el vicariat apostòlic va ser elevat al rang d'arxidiòcesi metropolitana amb la butlla Dum tantis del Papa Pius XII.
El i el cedí noves porcions de territori perquè es creessin respectivament les prefectures apostòliques de Kaolack i de Thiès (avui diòcesis).
Actualment el catolicisme progressa ràpidament a la metròpoli de Dakar, car si bé els catòlics no eren més del 3% de la població el 1949, actualment són el 14%. Hi ha més de 334.000 fidels i 151 preveres catòlics en 38 parròquies a Dakar, però el nombre de vocacions sacerdotals no augmenta pas en la mateixa mesura que el nombre de fidels. Hi ha un total de 570 religiosos a Dakar.

## Cronologia episcopal
- Aloyse Kobès, C.S.Sp. † (6 de febrer de 1863 - 11 d'octubre de 1872 mort)
- Jean-Claude Duret, C.S.Sp. † (22 d'agost de 1873 - 29 de desembre de 1875 mort)
- François-Marie Duboin, C.S.Sp. † (20 de juny de 1876 - de juliol de 1883 renuncià)
- François-Xavier Riehl, C.S.Sp. † (23 de novembre de 1883 - 23 de juliol de 1886 mort)
- Mathurin Picarda, C.S.Sp. † (19 de juliol de 1887 - 22 de gener de 1889 mort)
- Magloire-Désiré Barthet, C.S.Sp. † (30 de juliol de 1889 - 15 de desembre de 1898 renuncià)[1]
- Joachim-Pierre Buléon, C.S.Sp. † (6 de juny de 1899 - 13 de juny de 1900 mort)
- François-Nicolas-Alphonse Kunemann, C.S.Sp. † (27 de febrer de 1901 - 20 de març de 1908 mort)
- Hyacinthe-Joseph Jalabert, C.S.Sp. † (13 de febrer de 1909 - 12 de gener de 1920 mort)
- Louis Le Hunsec, C.S.Sp. † (22 aprile 1920 - 26 de juliol de 1926 nomenat superior general de la Congregació de l'Esperit Sant)
- Auguste Grimault, C.S.Sp. † (24 de gener de 1927 - 12 de desembre de 1946 renuncià)
- Marcel-François Lefebvre, C.S.Sp. † (12 de juny de 1947 - 23 de gener de 1962 nomenat arquebisbe, a títol personal, de Tulle) (posteriorment va ser excomunicat)
- Hyacinthe Thiandoum † (24 de febrer de 1962 - 2 de juny de 2000 jubilat)
- Théodore-Adrien Sarr (2 de juny de 2000 - 22 de desembre de 2014 jubilat)
- Benjamin Ndiaye, des del 22 de desembre de 2014

## Estadístiques
A finals del 2013, l'arxidiòcesi tenia 455.000 batejats sobre una població de 3.677.000 persones, equivalent al 12,4% del total.
| any  | població | població  | població | sacerdots | sacerdots       | sacerdots       | sacerdots             | diàques | religiosos | religiosos | parroquies |
| ---- | -------- | --------- | -------- | --------- | --------------- | --------------- | --------------------- | ------- | ---------- | ---------- | ---------- |
| any  | batejats | total     | %        | total     | clergat secular | clergat regular | batejats por sacerdot | diàques | homes      | dones      |            |
| 1949 | 62.969   | 1.933.366 | 3,3      | 40        | 2               | 38              | 1.574                 |         | 38         | 135        | 7          |
| 1969 | 105.400  | 1.323.000 | 8,0      | 117       | 26              | 91              | 900                   |         | 183        | 280        | 30         |
| 1980 | 130.000  | 1.366.000 | 9,5      | 90        | 12              | 78              | 1.444                 |         | 135        | 257        | 27         |
| 1990 | 215.863  | 1.650.000 | 13,1     | 97        | 30              | 67              | 2.225                 |         | 165        | 265        | 30         |
| 1999 | 226.404  | 1.959.342 | 11,6     | 126       | 59              | 67              | 1.796                 |         | 186        | 345        | 33         |
| 2000 | 230.904  | 1.998.528 | 11,6     | 124       | 59              | 65              | 1.862                 |         | 189        | 333        | 32         |
| 2001 | 293.535  | 3.010.384 | 9,8      | 142       | 70              | 72              | 2.067                 |         | 177        | 362        | 33         |
| 2002 | 331.175  | 3.094.983 | 10,7     | 139       | 67              | 72              | 2.382                 | 1       | 161        | 364        | 37         |
| 2003 | 336.107  | 3.094.983 | 10,9     | 142       | 73              | 69              | 2.366                 | 1       | 189        | 373        | 38         |
| 2004 | 475.224  | 3.234.100 | 14,7     | 151       | 77              | 74              | 3.147                 |         | 187        | 383        | 38         |
| 2006 | 340.000  | 3.179.000 | 10,7     | 139       | 83              | 56              | 2.446                 | 2       | 167        | 358        | 42         |
| 2013 | 455.000  | 3.677.000 | 12,4     | 168       | 101             | 67              | 2.708                 |         | 229        | 416        | 46         |